# Agrupación Deportiva La Curtidora
La Agrupación Deportiva La Curtidora es un club de voleibol de la localidad de Avilés (Asturias) España. Compite en la Primera División Femenina de Voleibol de España.

## Historia
Fue fundado en 1991 cuando las Asociaciones de Padres de los colegios públicos Versalles y Marcos del Torniello, junto con la Asociación de Vecinos Versalles-La Texera, deciden crear un club deportivo.
La Curtidora consiguió el ascenso a Primera División Femenina de Voleibol de España, tercer nivel del voleibol femenino en España, en la temporada 1998-99, permaneciendo en esta categoría durante tres temporadas, hasta que logra el ascenso al segundo nivel, la Superliga 2 (entonces denominada Liga FEV) en la temporada 2000-01. Permanece en esta categoría durante seis años, hasta que al finalizar la temporada 2008-09 tras un brillante 6º puesto, el club renuncia a la categoría debido al cambio de formato de la competición (indecisión hasta última hora de uno o dos grupos en Superliga 2) y compite durante tres años en Primera División Nacional.
En la temporada 2011-12 quedan primeras de grupo y subcampeonas de Primera División Nacional, ascendiendo a Superliga Femenina 2, donde logran en su primera temporada la permanencia a falta de cuatro jornadas, repitiendo permanencia en 2013-14, 2014-15 y 2015-16. En el verano de 2016 renuncia a su plaza en la Superliga 2 Femenina y el equipo se inscribe en la tercera categoría nacional, la Primera División Nacional, donde sigue jugando en la actualidad.
Por el club han pasado jugadoras destacadas como Míriam Volkweis, Elvia García, Bárbara Rodríguez, Melisa Vieites, Cristina Lloréns y María Priscilla Schlegel.

## Estadio

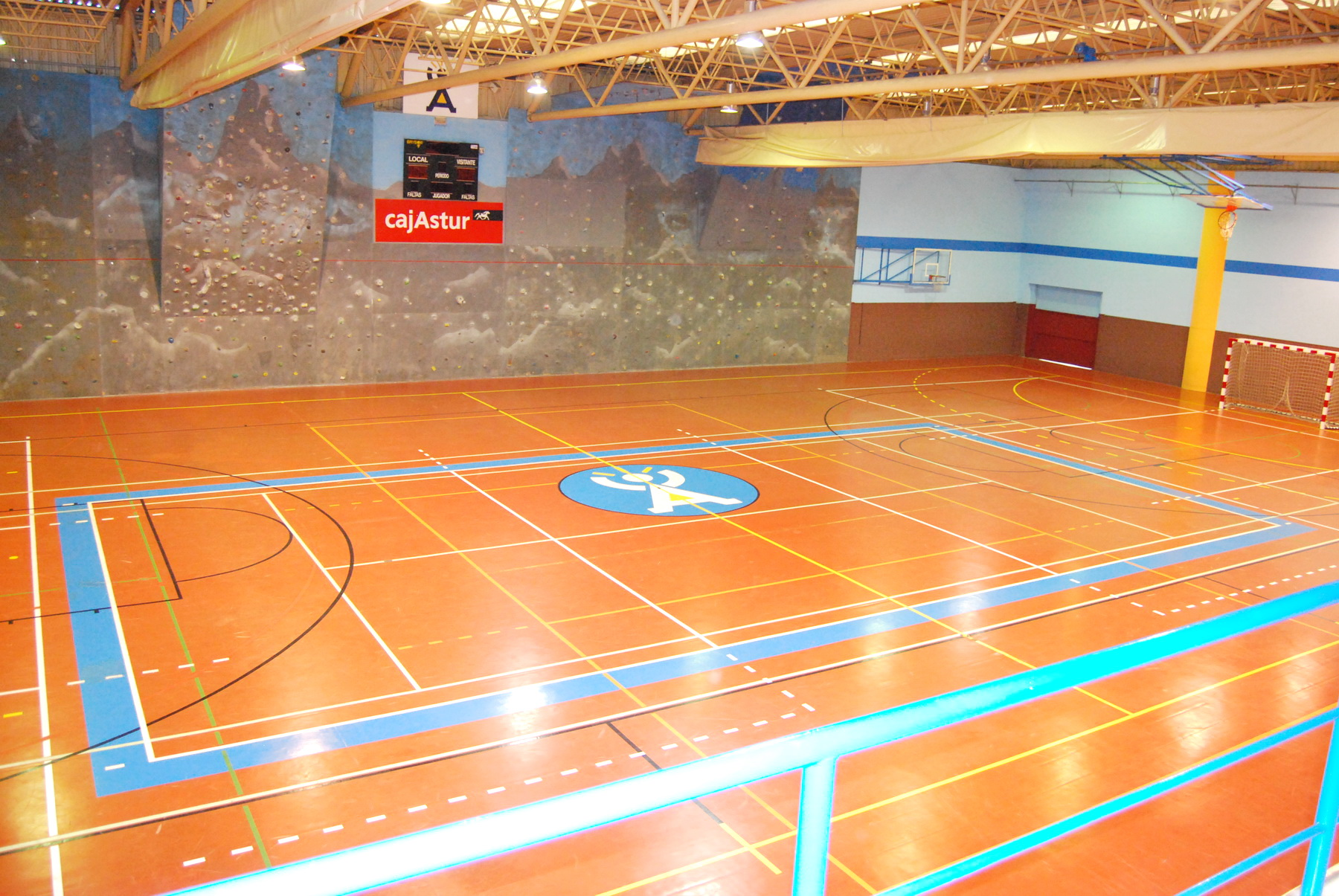
Polideportivo de Los Canapés.

La Agrupación Deportiva La Curtidora disputa sus encuentros en el Polideportivo Municipal de Los Canapés, situado en la calle Concordia nº 1 de Avilés. Puede albergar 450 espectadores y su suelo es sintético.

## Trayectoria del primer equipo femenino
| Competición          | Temporada | Resultado |
| -------------------- | --------- | --------- |
| 1ª División Nacional | 2022/2023 | 7º (19º)  |
| 1ª División Nacional | 2021/2022 | 7º (19º)  |
| 1ª División Nacional | 2020/2021 | 4º (10º)  |
| 1ª División Nacional | 2019/2020 | 4º (10º)  |
| 1ª División Nacional | 2018/2019 | 8º (22º)  |
| 1ª División Nacional | 2017/2018 | 8º (22º)  |
| 1ª División Nacional | 2016/2017 | 10º (28º) |
| Superliga 2          | 2015/2016 | 8º (15º)  |
| Superliga 2          | 2014/2015 | 9º (17º)  |
| Superliga 2          | 2013/2014 | 6º        |
| Superliga 2          | 2012/2013 | 13º       |
| 1ª División Nacional | 2011/2012 | 2º        |
| 1ª División Nacional | 2010/2011 | 5º        |
| 1ª División Nacional | 2009/2010 | 5º        |
| Liga FEV-A           | 2008/2009 | 6º        |
| Liga FEV-A           | 2007/2008 | 6º        |
| Liga FEV-A           | 2006/2007 | 8º        |
| Liga FEV-A           | 2005/2006 | 6º        |
| Liga FEV-A           | 2004/2005 | 9º        |
| Liga FEV-A           | 2003/2004 |           |
| Liga FEV-A           | 2002/2003 |           |
| 1ª División Nacional | 2001/2002 |           |
| 1ª División Nacional | 2000/2001 |           |
| 1ª División Nacional | 1999/2000 |           |
| 2ª División Nacional | 1998/1999 | 1º        |
| 2ª División Nacional | 1997/1998 |           |
| 2ª División Nacional | 1996/1997 |           |